# Ши Чжи
Ши Чжи (спрощ.: 石祇; піньїнь: Shí Zhǐ; помер 351) — останній імператор Пізньої Чжао періоду Шістнадцяти держав.

## Життєпис
Був сином Ши Ху. 349 року, коли Ши Мінь посадив на трон його брата Ши Цзяня, Ши Чжи підбурив повстання у старій столиці Сянго (в сучасному Сіньтаї, провінція Хебей) у союзі з вождями цян — Яо Ічжуном, і ді — Пу Хуном.
Ши Мінь — китаєць за національністю — влаштував різанину серед некитайців, повернув собі китайське прізвище «Жань», стратив Ши Цзяня разом із 28 онуками Ши Ху й рештою членів роду Ши, та проголосив себе імператором царства Вей. Після цього Ши Чжи проголосив себе імператором Чжао, а між Чжао та Вей почались бої. Більшість генералів на колишній території країни не брали в них участі, вичікуючи, хто здобуде перемогу, а сусідні країни Рання Янь і Східна Цзінь почали відхоплювати шматки території (зокрема, янські війська захопили північ сучасної провінції Хебей і продовжили наступ на південь).
350 року Пу Хун змінив прізвище з «Пу» на «Фу», а на початку 351 року його син Фу Цзянь, який узяв під контроль західну частину Чжао, проголосив себе правителем незалежної держави Цінь. Зайнятий боротьбою проти Жань Міня, Ши Чжи нічого не міг із цим зробити. Прагнучи отримати допомогу проти вейських військ, що взяли в облогу Сянго, Ши Чжи понизив свій титул з імператорського до княжого, й попрохав про допомогу янського правителя Мужун Цзюня. Той погодився, і Ши Чжи відрядив генерала Лю Сяня проти військ Жань Міня, однак той не тільки був розбитий ними, але й настільки перелякався, що погодився вбити Ши Чжи. Повернувшись до Сянго, Лю Сянь заарештував Ши Чжи й вищих сановників держави та вбили їх. Голову Ши Чжи привезли Жань Міню, який привселюдно спалив її на вулиці Ечена. Таким чином держава Чжао припинила своє існування.